# René Lamy
Pour les articles homonymes, voir Lamy.
René Lamy est un pilote automobile français de courses de côtes.

## Biographie
En 1929, il participe également aux Grand Prix d'Antibes et de Monaco, sur Bugatti T35C.

## Victoires en courses de côtes[1]
- Massillan (Nîmes): 1928, sur Bugatti T35C 4881;
- Le Camp (Cuges/ Marseille): 1928 et 1929, sur Bugatti T35C 4881;
- Gemenos (Aubagne/Marseille): 1928, sur Bugatti T35C 4881;
- Val de Cuech (Salon-de-Provence): 1928, sur Bugatti T35C 4881;
- Course de côte du Mont Ventoux: 1928, sur Bugatti T35C 4881;
- Gadagne (Avignon): 1928, sur Bugatti T35C 4881;
- Plâtrières (Marseille): 1928, sur Bugatti T35C 4881;
- Boulevard Michelet (Marseille): 1929, sur Bugatti T35C 4881;